# Pterolophia leucoloma
Pterolophia leucoloma là một loài bọ cánh cứng trong họ Cerambycidae.